# Karnyothrips brimleyi
Karnyothrips brimleyi är en insektsart som beskrevs av J. Douglas Hood 1938. Karnyothrips brimleyi ingår i släktet Karnyothrips och familjen rörtripsar. Inga underarter finns listade i Catalogue of Life.